# Hans Peter Spak
Hans Peter Spak (* 21. května 1945 Vídeň) je rakouský podnikatel, majitel a ředitel potravinářské firmy Spak. Pochází z vídeňské lahůdkářské rodiny. Jeho otec provozoval od roku 1935 malý podnik na výrobu majonézy. Hans Peter Spak přebral rodinnou firmu v roce 1974. Ve stejném roce rozšířil výrobu o kečup. V roce 1990 přesunula část výroby do české Sušice.

## Život
Rodiče babičky Hanse Petera Spaka pocházejí z Česka. Hans Peter Spak pomáhal od patnácti let otci v rodinné firmě, která od roku 1935 vyráběla majonézu. Vedení společnosti převzal v roce 1974. Následně pak v čele firmy stanul jeho syn. Má také dceru a dvě vnoučata.

## Kariéra
Společnost vyrábí v Sušici pod značkou Spak kečupy, hořčice, dressingy a další produkty už od roku 1990. V Československu jde o jednoho z prvních zahraničních investorů. Obchodní firma SPAK Foods s. r. o. byla do obchodního rejstříku zapsána 22. listopadu 1990. Základní kapitál společnosti je 25 milionů korun. V Česku má Spak druhý největší podíl na trhu dressingů, v prodeji kečupů je v první pětce. Společnost Spak provozuje výrobní závod v Sušici a výrobnu paštik ve Vídni. 

## Televizní reklama
Hans Peter Spak hraje hlavní roli v televizní reklamě Spak má šmak. Reklamu vytvořila agentura Kaspen/Jung von Matt, vysílala se od března do července 2017.